# Simo Lampinen
Simo Lampinen (Porvoo, Finlàndia; 22 de juny de 1943) es un pilot de ral·li finlandès actualment retirat. Va ser un dels primers "finlandesos voladors". Guanyador del Campionat de Finlàndia de Ral·lis dels anys 1963, 1964 i 1967.
També va participar en les 24 hores de Le Mans.

## Trajectòria
Lampinen va contraure poliomielitis a curta edat, lo qual el va deixar amb una prenunciada coixera. Aquest fet li va permetre aconseguir el permís de conduir als 17 anys per facilitar-li anar i tornar de l'escola, amb el que al poc temps també va començar a competir en curses.
Els anys 1963 i 1964 guanya el Campionat de Finlàndia de Ral·lis amb un Saab 96. En paral·lel també disputa algunes proves del Campionat d'Europa de Ral·lis com el RAC Ral·li o el Ral·li Acròpolis. L'any 1967 guanya per tercera vegada el campionat finlandès, en aquesta ocasió amb un Saab V4.
L'any 1969 aconseguix la seva millor classificació en el campionat d'Europa amb una tercera posició, mentre que al 1973 debuta en el recent creat Campionat Mundial de Ral·lis, del que serà pilot habitual fins a la seva retirada al 1979, essent un tercer lloc al Ral·li de Suècia de 1975 el seu millor resultat.